# Persone di cognome Giordano
| Questa pagina contiene informazioni ricavate automaticamente dalle voci biografiche con l'ausilio del template Bio e di un bot. L'aggiornamento è periodico e automatico e ricostruisce completamente la pagina. Se manca una persona in questa lista, sei pregato di non aggiungerla, ma accertati piuttosto che la sua voce biografica contenga il template Bio e che i dati anagrafici siano correttamente compilati. Se il template Bio manca, inseriscilo tu stesso o, in alternativa, metti l'avviso {{tmp\|Bio}} che ne segnala la mancanza. Se i dati riportati sono sbagliati, correggi direttamente la voce biografica; le modifiche saranno visibili in questa lista entro pochi giorni. Per chiarimenti vedi il progetto antroponimi. La lista contiene solo le 80 persone che sono citate nell'enciclopedia e per le quali è stato implementato correttamente il template Bio. Pagina aggiornata al 23 lug 2025. |

Questa è una lista di persone presenti nell'enciclopedia che hanno il cognome Giordano, suddivise per attività principale.

## Ambientaliste(1)
- Anna Giordano, ambientalista italiana (n. 1965)

## Arcivescovi cattolici(2)
- Alfonso Maria Giordano, arcivescovo cattolico italiano (Montefredane, n. 1835 - Napoli, † 1908)
- Lelio Giordano, arcivescovo cattolico italiano († 1581)

## Attori(4)
- Davide Giordano, attore italiano (Palermo, n. 1987)
- Duccio Giordano, attore italiano (Napoli, n. 1974)
- Sandro Giordano, attore e fotografo italiano (Roma, n. 1972)
- Tyrone Giordano, attore statunitense (Hartford, n. 1976)

## Attrici(6)
- Daniela Giordano, attrice e modella italiana (Palermo, n. 1946 - Palermo, † 2022)
- Daniela Giordano, attrice e regista italiana (Roma, n. 1965)
- Domiziana Giordano, attrice e artista italiana (Roma, n. 1959)
- Emanuela Giordano, attrice, regista e sceneggiatrice italiana (Roma, n. 1957)
- Mariangela Giordano, attrice italiana (Dolcedo, n. 1937 - Imperia, † 2011)
- Silvia Giordano, attrice e cantante italiana (Salerno, n. 1980)

## Botanici(1)
- Giuseppe Camillo Giordano, botanico italiano (Pomarico, n. 1841 - Bernalda, † 1901)

## Briganti(1)
- Cosimo Giordano, brigante italiano (Cerreto Sannita, n. 1839 - Isola di Favignana, † 1888)

## Calciatori(7)
- Andrea Giordano, ex calciatore italiano (Azzano Decimo, n. 1968)
- Bruno Giordano, ex calciatore e allenatore di calcio italiano (Roma, n. 1956)
- Emiliano Giordano, calciatore e allenatore di calcio italiano (Sampierdarena, n. 1937 - † 2022)
- Giuseppe Giordano, calciatore italiano
- Luca Giordano, calciatore italiano
- Rubén Giordano, ex calciatore argentino (Ramallo, n. 1955)
- Simone Giordano, calciatore italiano (Genova, n. 2001)

## Calciatrici(1)
- Michela Giordano, calciatrice italiana (Cuneo, n. 2002)

## Cantanti(1)
- Filippa Giordano, cantante italiana (Palermo, n. 1974)

## Cardinali(1)
- Michele Giordano, cardinale e arcivescovo cattolico italiano (Sant'Arcangelo, n. 1930 - Napoli, † 2010)

## Cestiste(1)
- Viviana Giordano, cestista italiana (Caserta, n. 1989)

## Cestisti(1)
- Nicola Giordano, cestista italiano (Venezia, n. 2003)

## Chimici(1)
- Nicola Giordano, chimico italiano (Messina, n. 1931 - Messina, † 1996)

## Chirurghi(1)
- Davide Giordano, chirurgo, storico e politico italiano (Courmayeur, n. 1864 - Venezia, † 1954)

## Chitarristi(1)
- Paolo Giordano, chitarrista italiano (Pescara, n. 1962 - Pescara, † 2021)

## Compositori(1)
- Umberto Giordano, compositore italiano (Foggia, n. 1867 - Milano, † 1948)

## Compositrici(1)
- Laura Giordano, compositrice, musicista e paroliera italiana

## Danzatrici(1)
- Raffaella Giordano, danzatrice, coreografa e attrice italiana (Torino, n. 1961)

## Direttori d'orchestra(1)
- John Giordano, direttore d'orchestra, docente e compositore statunitense (n. 1937)

## Fumettisti(1)
- Dick Giordano, fumettista, disegnatore e curatore editoriale statunitense (Manhattan, n. 1932 - Ormond Beach, † 2010)

## Giocatori di football americano(1)
- Matt Giordano, giocatore di football americano statunitense (Fresno, n. 1982)

## Giornalisti(4)
- Attilio Giordano, giornalista italiano (Messina, n. 1955 - Roma, † 2016)
- Mario Giordano, giornalista, conduttore televisivo e saggista italiano (Alessandria, n. 1966)
- Michele Giordano, giornalista, scrittore e saggista italiano (Caltanissetta, n. 1921 - Cassino, † 2008)
- Paolo Giordano, giornalista italiano (Alessandria, n. 1966)

## Giuristi(1)
- Antonio Giordano, giurista italiano (Venafro, n. 1459 - Napoli, † 1530)

## Ingegneri(2)
- Felice Giordano, ingegnere, geologo e alpinista italiano (Torino, n. 1825 - Vallombrosa, † 1892)
- Guglielmo Giordano, ingegnere italiano (Margarita, n. 1904 - Firenze, † 2000)

## Liutai(1)
- Alberto Giordano, liutaio italiano (Genova, n. 1961)

## Magistrati(1)
- Alfonso Giordano, magistrato, giurista e politico italiano (Palermo, n. 1928 - Palermo, † 2021)

## Marciatrici(1)
- Rossella Giordano, marciatrice italiana (Asti, n. 1972)

## Matematici(2)
- Annibale Giordano, matematico e rivoluzionario italiano (Ottaviano - località San Giuseppe, n. 1769 - Troyes, † 1835)
- Vitale Giordano, matematico italiano (Bitonto, n. 1633 - Roma, † 1711)

## Medici(1)
- Alfonso Giordano, medico italiano (Lercara Friddi, n. 1843 - Lercara Friddi, † 1915)

## Militari(1)
- Calcedonio Giordano, militare italiano (Palermo, n. 1916 - Roma, † 1944)

## Pattinatori di short track(1)
- Marco Giordano, pattinatore di short track italiano (n. 1996)

## Pianisti(1)
- Roberto Giordano, pianista italiano (Tropea, n. 1981)

## Pittori(4)
- Edoardo Giordano, pittore e ceramista italiano (Napoli, n. 1904 - Roma, † 1974)
- Felice Giordano, pittore italiano (Napoli, n. 1880 - Capri, † 1964)
- Luca Giordano, pittore italiano (Napoli, n. 1634 - Napoli, † 1705)
- Stefano Giordano, pittore italiano (Messina)

## Pittrici(1)
- Sofia Giordano, pittrice italiana (Torino, n. 1778 - † 1829)

## Politiche(2)
- Conny Giordano, politica italiana (Napoli, n. 1983)
- Silvia Giordano, politica italiana (Salerno, n. 1986)

## Politici(9)
- Alessandro Giordano, politico italiano (Rocca San Casciano, n. 1926 - Novara, † 2012)
- Antonio Giordano, politico italiano (Napoli, n. 1964)
- Basilio Giordano, politico italiano (Frascineto, n. 1952)
- Bruno Giordano, politico italiano (Aosta, n. 1954)
- Carlo Giordano, politico italiano (Nocera Terinese, n. 1814 - Portici, † 1883)
- Francesco Giordano, politico italiano (Bari, n. 1957)
- Giancarlo Giordano, politico italiano (Avellino, n. 1972)
- Massimo Giordano, politico italiano (Novara, n. 1969)
- Vincenzo Giordano, politico italiano (Calvanico, n. 1929 - Salerno, † 2009)

## Produttori discografici(1)
- Lou Giordano, produttore discografico e ingegnere statunitense

## Registi teatrali(1)
- Renato Giordano, regista teatrale, attore e musicista italiano (Roma, n. 1953)

## Rugbiste a 15(1)
- Elisa Giordano, rugbista a 15 italiana (Mirano, n. 1990)

## Scrittori(3)
- Mario Giordano, scrittore e sceneggiatore tedesco (Monaco di Baviera, n. 1963)
- Paolo Giordano, scrittore italiano (Torino, n. 1982)
- Ralph Giordano, scrittore e pubblicista tedesco (Amburgo, n. 1923 - Colonia, † 2014)

## Scrittrici(1)
- Giovanna Giordano, scrittrice e giornalista italiana (Milano, n. 1961)

## Soprani(1)
- Laura Giordano, soprano italiano (Palermo, n. 1979)

## Tastieristi(1)
- Charles Giordano, tastierista e fisarmonicista statunitense (New York, n. 1954)

## Tenori(1)
- Massimo Giordano, tenore italiano (Pompei, n. 1971)

## Tiratori a segno(1)
- Giuseppe Giordano, tiratore a segno italiano (Napoli, n. 1974)

## Vescovi cattolici(1)
- Bernardino Giordano, vescovo cattolico italiano (Torino, n. 1970)